# Mesochorus cuzcoensis
Mesochorus cuzcoensis är en stekelart som beskrevs av Dasch 1974. Mesochorus cuzcoensis ingår i släktet Mesochorus och familjen brokparasitsteklar. Inga underarter finns listade i Catalogue of Life.